# 陶-克拉爾傑蒂王國
陶-克拉爾傑蒂王國（ტაო-კლარჯეთი，Tao-Klarjeti），又稱伊比利亞人王國（Kingdom of the Iberians），是一個中世紀的國家，位於高加索地區，大略是現今喬治亞的卡爾特利。其名稱來自於歷史上的陶與克拉爾傑蒂。首都位於阿爾達努。

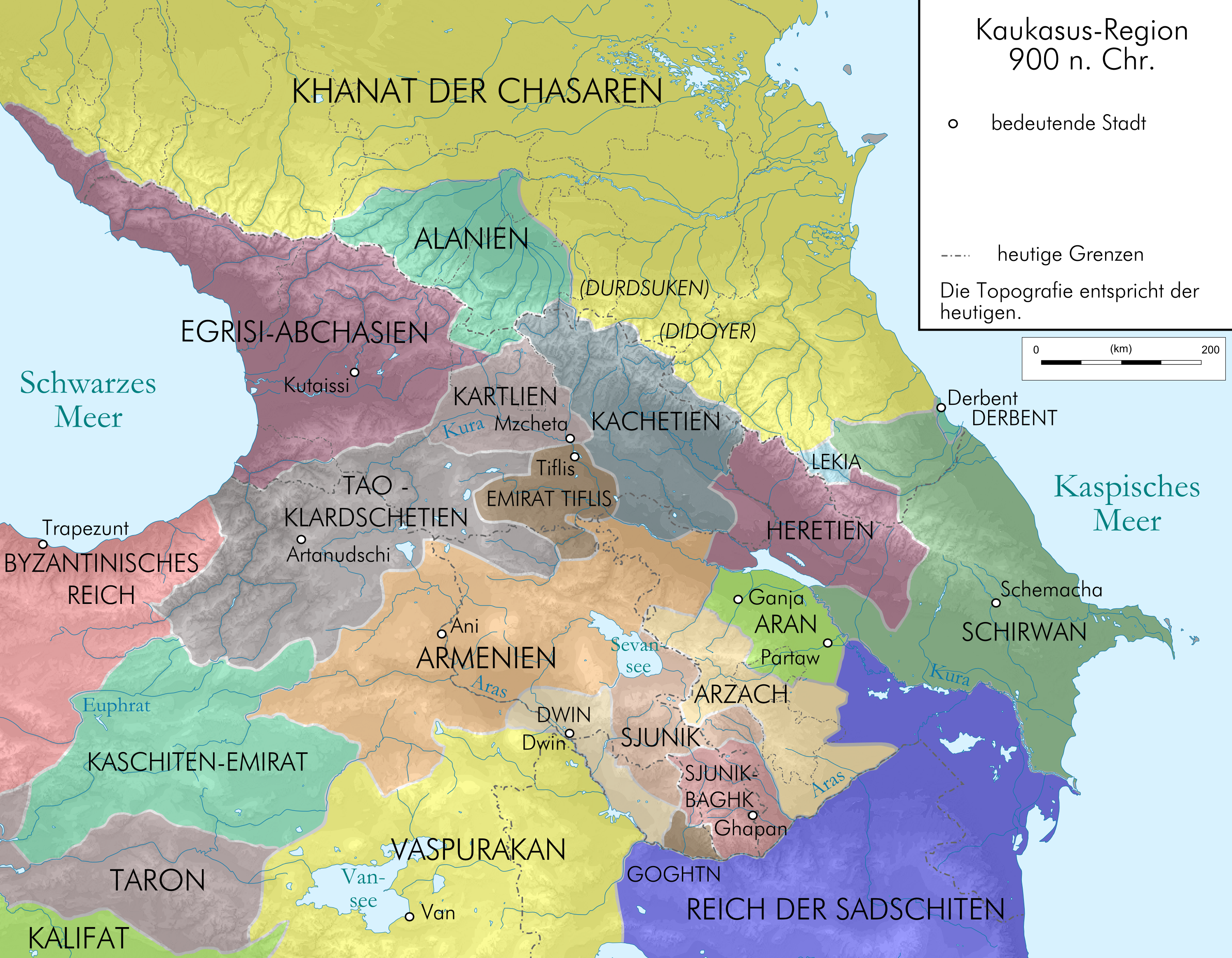
900年左右的高加索地區，陶-克拉爾傑蒂位於左側灰色部分

陶-克拉爾傑蒂地區在六世紀至九世紀被稱為伊比利亞公國，原是薩珊王朝的附庸，時常面臨東羅馬帝國與阿拉伯帝國的入侵與壓力。巴格拉季昂王朝自九世紀初起開始統治陶-克拉爾傑蒂，九世紀末時阿達爾內塞四世成為陶-克拉爾傑蒂國王，與亞美尼亞的巴格拉圖尼王朝一同起義反抗阿拉伯統治。1008年陶-克拉爾傑蒂王國與阿布哈茲王國合併形成統一的格鲁吉亚王国。